# W pogoni za zemstą
W pogoni za zemstą (ang.: Faster) – amerykański film z 2010 roku w reżyserii Georgea Tillmana Jr. Film akcji z Dwayne’em Johnsonem w roli głównej. Były więzień dokonuje serii pozornie niepowiązanych zabójstw. W pogoń za nim rusza policja i egocentryczny zabójca.

## Fabuła
Po dziesięciu latach odsiadki wychodzi z więzienia James „Jimmy” Cullen (Dwayne Johnson). Przed zakładem karnym czeka na niego jego Chevrolet Chevelle z 1970 r. w którym znajduje broń i listę nazwisk. Udaje się do Bakersfield w Kalifornii, gdzie zabija człowieka. Następnie odwiedza Roya Grone'a, który dostarczył mu samochód i broń, i zmusza go do ujawnienia większej liczby nazwisk. Osoby na liście powiązane są ze śmiercią jego brata Gary’ego, zamordowanego po skoku na bank. Cullen cały czas śledzony jest przez detektywów Cicero (Carla Gugino) i Humphries'a (Billy Bob Thornton). W ślad za nim podąża także zatrudniony do jego zabicia zabójca znany jako Killer (Oliver Jackson-Cohen). Odkrycie prawdy, kto stoi za śmiercią brata, staje się głównym celem Cullen'a.

## Obsada
- Dwayne Johnson jako James Cullen / Kierowca
- Billy Bob Thornton jako detektyw Slade Humphries
- Carla Gugino jako detektyw Cicero
- Oliver Jackson-Cohen jako zabójca
- Maggie Grace jako Lily, dziewczyna zabójcy
- Moon Bloodgood jako Marina Humphries
- Courtney Gains jako Prescott Ashton, telemarketer
- John Cirigliano jako Kenneth Tyson / Old Guy
- Lester Speight jako Hovis Nixon / Baphomet
- Adewale Akinnuoye-Agbaje jako Alexander Jarod ewangelista
- Tom Berenger jako Warden
- Mike Epps jako Roy Grone
- Xander Berkeley jako sierżant Mallory
- Matt Gerald jako Gary Cullen
- Annie Corley jako Mrs. Cullen
- Jennifer Carpenter jako Nan Porterman
- Michael Irby jako Vaquero

## Nominacje
- Image Awards 2011
- Teen Choice Awards 2011
- World Soundtrack Awards 2011